# Barlaeus Gymnasium
Het Barlaeus Gymnasium (tot 1926: Stedelijk Gymnasium) is een zelfstandig openbaar gymnasium aan de Weteringschans in Amsterdam. De school is genoemd naar de Nederlandse schrijver Kasper van Baerle; zijn naam draagt de school in gelatiniseerde vormː Casparus Barlaeus. De oorspronkelijke Latijnse school werd in 1342 opgericht. Daarmee is het Barlaeus een van de oudste scholen in Nederland. Sinds de 19e eeuw hanteert de school de benaming gymnasium en de vernoeming naar Barlaeus dateert uit de jaren dertig van de 20e eeuw. Aan het begin van de 21e eeuw had de school ongeveer 800 leerlingen en 90 leraren.
Het Barlaeus tracht zich te onderscheiden door zijn muzikale en culturele activiteiten. De school organiseert voor de bovenbouw Europese reizen en neemt deel aan het Europees Jeugdparlement. Het Barlaeus profileert zich als een relatief kleine school in een veilige omgeving met een pedagogisch klimaat. Het Barlaeus kampt, evenals de andere categorale gymnasia in Amsterdam, met een overschot aan aanmeldingen.

## Geschiedenis
De school is voortgekomen uit de 'Hoofdschool', die werd opgericht in 1342. In de 16e eeuw ging die school de 'Latijnse School' heten en kwam er een tweede school bij. De twee Latijnse scholen, die respectievelijk bij de Oude Kerk en de Nieuwe Kerk gevestigd waren, werden in 1678 samengevoegd en verhuisden naar een pand aan het Singel. Destijds waren er 200 leerlingen. In 1847 werd het onderwijs in Amsterdam gereorganiseerd, waarbij de Latijnse school werd omgevormd tot Gymnasium.
Onder andere door een gebrek aan ruimte (het aantal leerlingen was verdubbeld sinds de zeventiende eeuw) en de slechte verlichting en ventilatie zag de school zich genoodzaakt om te verhuizen naar een nieuw pand. Op 13 mei 1883 werd besloten dat er een nieuw schoolgebouw zou worden gebouwd aan de rand van de stad, tussen de Zieseniskade en de Weteringschans. Willem Springer en zijn zoon zouden hiervan de architecten worden. Het nieuwe Gymnasium werd in 1884 door aannemer David Zuiderhoek uit Weesp aangenomen voor een som van 146.980 gulden. Het toenmalige Stedelijk Gymnasium verhuisde in december 1885 naar het nieuwe gebouw aan de Weteringschans op nummer 29. Op 22 december werd het nieuwe gymnasium geopend.
In de jaren erna bleef de school echter groeien, waardoor er opnieuw ruimtegebrek ontstond. Om dit op te lossen werden enkele ruimtes omgebouwd tot klaslokaal. In 1912 werd de aula verbouwd tot drie lokalen, en een andere aula werd in 1921 omgebouwd tot tekenlokaal. Drie jaar later moest ook de woning van de claviger worden omgebouwd. In 1930 werd een ongebruikt schoolgebouw aan de Lijnbaansgracht 259-260 (direct achter de school) gesloopt en op de oude fundering werd een gymnastieklokaal neergezet.
Vanwege de grote toestroom van leerlingen werd er in 1926 een tweede gymnasium in de stad opgericht, het Vossius Gymnasium. Vanwege de oprichting van dit tweede gymnasium werd het eerste in 1927 omgedoopt tot het Barlaeus Gymnasium.
Aan het eind van de jaren 50 zag de gemeente de noodzaak in van nog een extra gymnasium; dat werd het Vondel Gymnasium. Tien jaar later werd deze school echter samengevoegd met het Barlaeus. Hierdoor was ook een renovatie noodzakelijk.

### Roerige jaren
Het Barlaeus Gymnasium was in 1990 landelijk in het nieuws vanwege een spraakmakende benoemingsprocedure. De Amsterdamse wethouder van Onderwijs, Ada Wildekamp, besloot dat in het kader van het gemeentelijk voorrangsbeleid een vrouw tot rectrix moest worden benoemd. Hoewel de school zich verzette tegen het besluit om alleen maar de sollicitaties van vrouwelijke kandidaten in behandeling te nemen, werd uiteindelijk voor Charlotte de Vries Lentsch gekozen. Haar wachtte een ijzige ontvangst, en na ruim één jaar van moeizame omgang met de leraren werd ze, na onderzoek van een commissie, overgeplaatst naar een management-functie op het stadhuis. Na een interim-rectoraat door Dolf Wijkamp werd Mieke Wildeboer-de Jager de nieuwe rectrix. Haar beleid was sterk gericht op het voortbestaan van het Barlaeus als zelfstandig gymnasium, aangezien destijds vele gymnasia werden samengevoegd tot scholengemeenschappen.
Aan het eind van het schooljaar 1996-1997 verliet Wildeboer-de Jager de school, nadat het voortbestaan van het Barlaeus gegarandeerd was, onder andere door de samenvoeging van de besturen van het Barlaeus, Vossius en de gymnasia in Haarlem en Velsen. Totdat de nieuwe rector zou aantreden zou Rob de Ruijter de interim-rector zijn. In januari 1997 verscheen er in Het Parool een artikel van Pauline Sinnema waarin de school van discriminatie jegens allochtonen werd beschuldigd, dat echter niet helemaal op de feiten bleek te zijn gebaseerd. Naar aanleiding hiervan werd er wel een documentaire over de school gemaakt.

### Renovatie en lotingsproblematiek

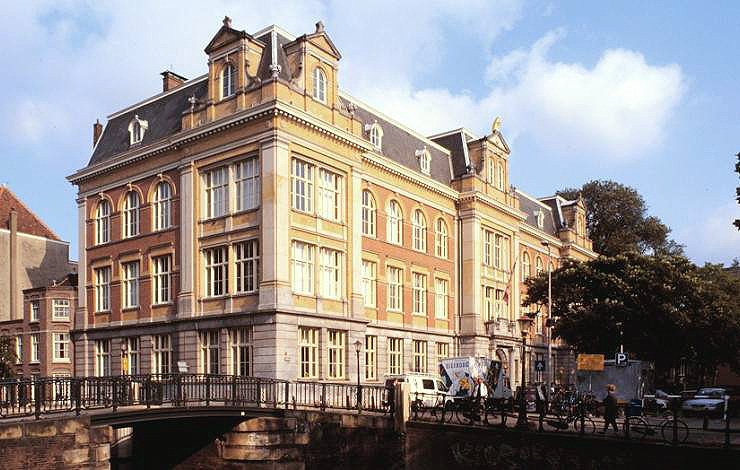
Het tijdelijke onderkomen in de jaren 2002-2004 aan het Raamplein

Medio 1998 werd Koen Kool de nieuwe rector. Hij werd goed ontvangen en loodste het Barlaeus door een grondige renovatie van het gebouw. Dankzij de gestegen populariteit van categorale gymnasia werd er onder zijn bewind het 4e Gymnasium (in samenwerking met het Vossius Gymnasium, het St. Ignatius Gymnasium en het Cartesius Lyceum) opgericht. Kool werd aan het eind van het schooljaar 2005-2006 opgevolgd door Marten Elkerbout.
Het gebouw werd in de schooljaren 2002-2004 grondig gerenoveerd en samengevoegd met het naburige schoolgebouw van de voormalige Industrieschool voor Vrouwelijke Jeugd. Hiervoor verhuisde de school tijdelijk naar het Hes-gebouw aan het Raamplein 1. De verbouwing kostte 14 miljoen euro, waarbij het interieur geheel op de schop ging. Het totale oppervlak werd verdubbeld en de twee gebouwen werden verbonden door een nieuw trappenhuis. Ook werd de hoofdingang naar het nieuwe deel verplaatst.
In de jaren 90 werden de categorale gymnasia bedreigd met sluiting. Sindsdien is de populariteit van deze gymnasia in Amsterdam echter explosief gestegen. Daarom zijn er in 2005 nog eens twee gymnasia opgericht, namelijk het 4e Gymnasium en het Cygnus Gymnasium. De populariteit blijft nog steeds stijgen en voor het schooljaar 2009-2010 waren er ruim 90 uitgelotenen op het Ignatius en het 4e. Het Barlaeus besloot uiteindelijk een extra klas te vormen, waardoor loting op deze school voor dat schooljaar niet nodig was. Sommige (boze) ouders hadden zich in 2008 en 2009 verenigd onder de naam Gymnasium voor Iedereen; zij probeerden meer plaatsen te creëren op gymnasia in Amsterdam. Tijdens de inschrijving voor het schooljaar 2010-2011 bleek opnieuw dat er een tekort aan plaatsen op de categorale gymnasia was.
In november 2014 kwam de school in het nieuws, toen bleek dat enkele leerlingen op 5 vwo acht maanden lang ongestoord cijferfraude hadden kunnen plegen via het wachtwoord van een conrector.

## Activiteiten en onderwijs
Het Barlaeus staat bekend om zijn culturele activiteiten. Zo heeft de school onder andere een schoolorkest, een koor en produceert het ieder jaar een musical. Ook de eersteklassers maken jaarlijks hun eigen musical. Elk jaar wordt op het Barlaeus ook het Klassentoernooi gehouden, waarbij de "junioren" (eerste en tweede klassen) tegen elkaar strijden en de "senioren" (derde, vierde en vijfde klassen) ook tegen elkaar, onder andere op sportief, muzikaal en culinair gebied. Het is op de school - in tegenstelling tot wat op de meeste middelbare scholen het geval is -, gebruikelijk dat leraren en leerlingen elkaar tutoyeren.
De school hanteert een streng drank- en drugsbeleid. Sinds 2007 worden er blaastesten op schoolfeesten gehouden. Desondanks ziet de school de coffeeshops in de omgeving, waaronder The Bulldog, liever niet gesloten worden, omdat minderjarigen toch niet worden toegelaten.
Het Barlaeus heeft een actieve leerlingenraad, die door de leerlingen wordt gekozen, en leerlingen nemen eveneens plaats in de medezeggenschapsraad van de school.

### Reizen
Het Barlaeus organiseert meerdere reizen en excursies. Zo gaan de eersteklassers in de omgeving van Amsterdam kamperen en doen de leerlingen uit de derde-jaarlaag op de Veluwe aan survival. In de vierde klas reist men af naar Berlijn, Londen of Parijs. In de vijfde klas vindt er een reis van een week naar Rome plaats. Sinds enkele jaren heeft het Barlaeus ook een uitwisselingsprogramma met de Amerikaanse Wilbraham & Monson Academy.

### EJP
De school neemt al meerdere jaren deel aan het Europees Jeugdparlement. Tijdens de eerste deelname in 2006 mocht het Barlaeus een delegatie naar Kiev afvaardigen. Daarna volgden onder andere sessies in Dachau (2007), Praag (2008) en Helsinki (2009) en sindsdien zijn vaak leerlingen naar internationale sessies geweest. Voorheen werden enkele regionale en nationale conferenties in het Barlaeus georganiseerd.

### Schoolkrant
Suum Cuique - "ieder het zijne" - was de schoolkrant van het Barlaeus Gymnasium en was een van de oudste schoolkranten van Nederland: het eerste nummer verscheen in 1922. W.F. Hermans publiceerde zijn eerste stuk op achttienjarige leeftijd in dit blad. Het kwam vier à vijf keer per jaar uit, en de hele school droeg eraan bij. Het grootste gedeelte van de nummers is bewaard gebleven.
Enkele jaren geleden heeft de schoolkrant plaatsgemaakt voor een schooljournaal, genaamd 'Het Barlaeusjournaal'. Het journaal wordt gemaakt door leerlingen en de afleveringen zijn te bekijken op YouTube en de Barlaeussite. Per jaar worden er rond de 4-5 edities gemaakt.

### Onderwijsinspectie
Volgens de Onderwijsinspectie scoorde de school in 2009 over de hele linie hoog tot zeer hoog.
In vergelijking met andere vwo-scholen ligt het rendement (94%) in de eerste twee leerjaren onder het landelijk gemiddelde. Vervolgens behaalt echter 81% van de leerlingen direct het eindexamen, wat ruim boven het gemiddelde is.
Het gemiddelde eindexamencijfer is 6,8, wat ruim boven het gemiddelde is.

## Gebouw

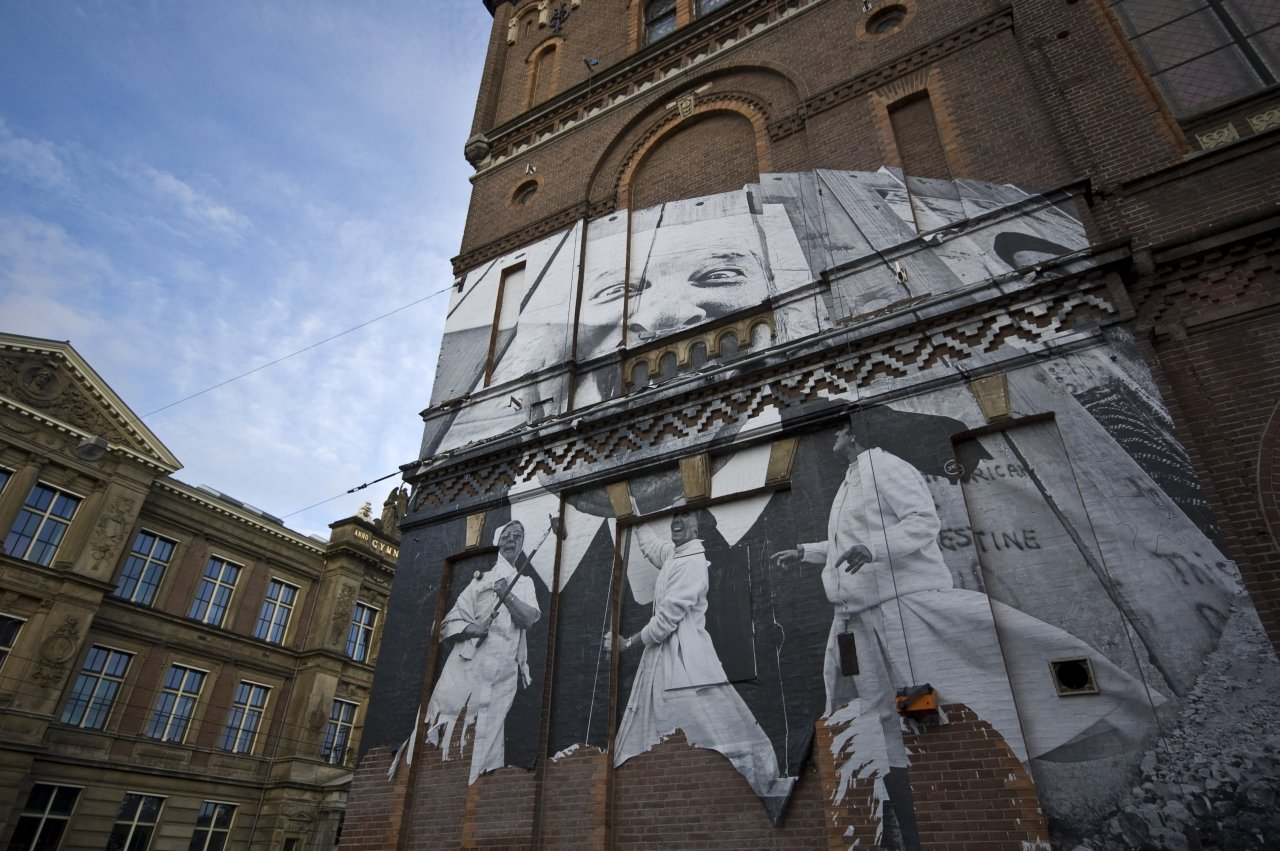
Een poster op de muur van Paradiso, met op de achtergrond het Barlaeus Gymnasium

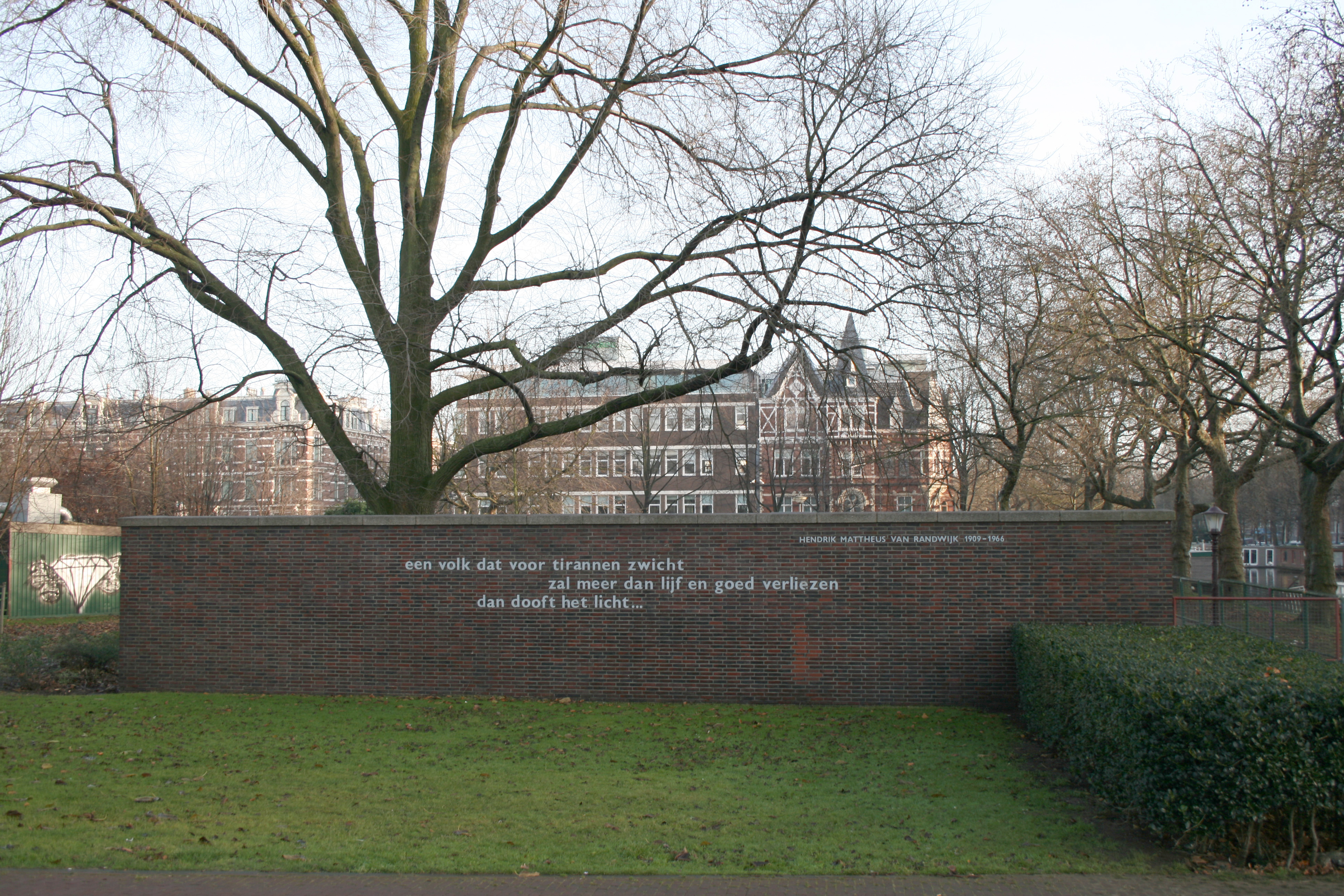
Het door de school geadopteerde monument

Sinds 1885 is het Barlaeus Gymnasium gevestigd aan de Weteringschans, nummer 29. In 2004 werd daar het naastgelegen schoolgebouw op nummer 31 aan toegevoegd, na een twee jaar durende renovatie. Tijdens de grondige renovatie, waarvoor de school naar het voormalige HES-gebouw aan het Raamplein verhuisde, werden de beide gebouwen tot één geheel geïntegreerd. Het totale oppervlak werd daarmee verdubbeld en de twee gebouwen werden verbonden door een nieuw trappenhuis, ook de hoofdingang werd naar het nieuwe deel verplaatst. De kelder werd uitgegraven, waardoor er een verdieping bij kwam, en er werd een gymzaal boven het nieuwe pand gebouwd.
De verbouwing kostte veertien miljoen euro. Hiervoor ging het interieur geheel op de schop. De grauwe gangen werd vervangen door vrolijke kleuren en er werd speciaal meubilair ontworpen. Daarnaast kregen alle verdiepingen een aparte kleur, die ook in het banken en stoelen verwerkt is. Na de verbouwing kreeg het Barlaeus de bibliotheekkasten, die oorspronkelijk door Maarten Van Severen waren ontworpen voor de door Rem Koolhaas gebouwde bibliotheek van Seattle.
In het gebouw bevindt zich een eigen monument voor leerlingen en leraren van het Barlaeus, die tijdens de Tweede Wereldoorlog slachtoffer werden van de bezetting. Ook adopteerde het Barlaeus het monument aan het H.M. van Randwijkplantsoen (naast de Freddy Heinekenbrug).
Het schoolgebouw aan de Weteringschans bevindt zich in de nabijheid van het Leidseplein, het Rijksmuseum en staat tegenover poptempel Paradiso. Het is een van de weinige schoolgebouwen die in het centrum van Amsterdam staat.

## Leerlingen en leraren

### Bekende oud-leerlingen
Bekende oud-leerlingen met een lemma op Wikipedia zijn:
- Eli Asser, schrijver
- Eduard von Baumhauer, verzetsstrijder
- Hans Bayens, beeldhouwer, schilder en tekenaar
- Hans van den Bergh, recensent, publicist en toneel- en literatuurwetenschapper
- Cecilia Bernardini, violiste
- Hanna Bervoets, schrijfster
- Wilhelmina Bladergroen, hoogleraar orthopedagogiek
- Henriette Boas, schrijfster
- Julius Herman Boeke, econoom
- Coenraad Lodewijk Walther Boer, cellist, dirigent, muziekwetenschapper
- Femke Boersma, actrice
- Frits Bolkestein, politicus voor de VVD
- Peter Bording, operazanger
- Els Borst, politica voor D66
- Hans Boskamp, voetballer en acteur
- Hans Boswinkel, acteur en regisseur
- Philo Bregstein, schrijver en filmmaker
- Daya Cahen, beeldend kunstenaar, fotograaf en filmmaker
- Paulien Cornelisse, schrijfster
- Manja Croiset, schrijfster, dichter en kunstenares
- Simon Cornelis Dik, taalwetenschapper
- Frank Diamand, dichter en filmmaker
- Sander Donkers, journalist, auteur en columnist
- Marian Donner, schrijfster, journaliste
- Eduard Douwes Dekker (Multatuli), schrijver
- Akkemay Elderenbos, actrice
- Bert Enklaar, internationaal schaakmeester[19]
- Karah Feder-Tal, schrijfster
- Pieter Fleury, documentairemaker
- Daan Frenkel, schei- en natuurkundige, informaticus en hoogleraar, laureaat van de Spinozapremie
- Harry Goldsteen, schaker
- Gijs Groenteman, schrijver, presentator en journalist
- Cox Habbema, actrice, toneelregisseur en directeur van Stadsschouwburg Amsterdam
- Sam Hagens, verslaggever en presentator
- Anton Gerard van Hamel, taalwetenschapper
- Marietje d'Hane-Scheltema, classica en vertaalster
- Ernst Heins, etnomusicoloog
- Raaf Hekkema, saxofonist
- Jérôme Heldring, journalist en columnist voor NRC Handelsblad
- Pamela Hemelrijk, journaliste en columniste
- Willem Frederik Hermans, schrijver
- Abel Herzberg, advocaat, essayist
- Hubertine Heijermans, kunstschilder en graficus
- Milena Holdert, onderzoeksjournaliste en redactrice
- Xaviera Hollander, prostituee en schrijfster
- Lucie Horsch, blokfluitiste
- Philip Jacobs, chemicus en Engelandvaarder
- Daniël Kan, wiskundige en hoogleraar
- Frida Katz, advocate en politica voor de CHU
- Elisabeth Keesing, schrijfster
- Leo Keesing, ondernemer
- Loek Kessels (Mona), schrijfster
- Otto Ketting, componist, muziekpedagoog en dirigent
- Teun van de Keuken, journalist en programmamaker
- W.G. Klooster, literatuurwetenschapper, schrijver, dichter en hoogleraar
- Nico Knapper, zanger, producent en televisieregisseur
- David Koker, dichter en vertaler, slachtoffer van de Holocaust
- Hans Koning, journalist
- Alexander Korthals Altes, jurist
- Frits Korthals Altes, minister van Staat en politicus voor de VVD
- Amber Kortzorg, journaliste en presentatrice
- Martijn Krabbé, presentator
- Sape Kuiper, verzetsstrijder
- Sanne Landvreugd, saxofoniste
- Willem Leo Leclercq (1899-1984), notaris, natuurbeschermer en schrijver[20]
- Reinbert de Leeuw, dirigent, pianist, componist, muziekpedagoog en hoogleraar
- Caroline van der Leeuw (Caro Emerald), zangeres
- Willy Lindwer, documentairemaker
- Dana Lixenberg, fotografe
- Carolina Henriette MacGillavry, scheikundige en kristallografe
- Colla Marsman, actrice en regisseur
- Arthur Meerwaldt, advocaat, journalist en verzetsstrijder
- Madelon Michel, zangeres
- Mieke Mosmuller, arts, filosofe en auteur
- Annabel Nanninga, journaliste, columniste en politica voor Forum voor Democratie en JA21
- Joost Nuissl, kleinkunstenaar, liedjesschrijver en theaterman
- Peter Oosthoek, acteur en regisseur
- Annemarie Oster, schrijfster, actrice
- Jamal Ouariachi, schrijver
- Bodil de la Parra, actrice en toneelschrijfster
- Pieter Perquin, muzikant en helft van het duo Pete Philly & Perquisite[21]
- Chris Polanen, schrijver
- Eva Posthuma de Boer, schrijfster en theaterproducente
- Reina Prinsen Geerligs, schrijfster en verzetsstrijder; gefusilleerd in Oranienburg
- Piet Reimer, classicus
- Merijn Rengers, journalist
- Jacobus Revius, predikant, dichter en historicus
- Joris Roelofs, saxofonist, klarinettist en fluitist
- Edvard Frants Röntgen, cellist
- Everard van Royen, fluitist en directeur van het Muzieklyceum
- Merel Roze, schrijfster
- An Rutgers van der Loeff, schrijfster
- Roos Schlikker, journaliste, columniste voor Het Parool
- Paul Scholten, rechtsgeleerde
- Liesje Schreuders, schrijfster, letterkundige, vertaalster en columniste
- Hubert Smeets, journalist voor NRC Handelsblad en De Groene Amsterdammer
- Leo Smit, componist en pianist, vermoord in Sobibór
- Isidore Snapper, internist
- Haya van Someren-Downer, politica voor de VVD; eerste Nederlandse vrouwelijke partijvoorzitter
- Frits Staal, filosoof en taalkundige
- Sophie van der Stap, schrijfster
- Bianca Stigter, journaliste, historica, schrijfster, cineaste en producente
- Aegidius Willem Timmerman, vertaler
- Lien Vos-van Gortel, politica voor de VVD
- Mieke de Vos, classica en vertaalster
- Robert Vuijsje, schrijver
- Géza Weisz, acteur
- Willem Carel Wendelaar, advocaat en politicus voor o.a. de VVD
- Jolande Withuis, sociologe, feministe en schrijfster
- David Wijnkoop, politicus voor o.a. de SDAP en de CPN

### Bekende (oud-)leraren
Enkele (oud-)leraren met een lemma op Wikipedia zijn:
- Marie Baale, klassieke talen
- Nicolaas Pieter Badenhuizen, biologie
- Dick Binnendijk, Nederlands
- Bob van Blommestein, tekenen
- Ger Kleis, Nederlands
- P.J. Koets, klassieke talen
- Hendrik Jan de Marez Oijens, klassieke talen
- Piet Reimer, klassieke talen
- David Rijser, klassieke talen (tevens oud-leerling)
- Arnold Saalborn, Nederlands en geschiedenis
- Johan Schmitt, gymnastiek
- Maximiliaan August Schwartz, klassieke talen
- Cees Sint, wiskunde
- Frederik August Stoett, Nederlands

## Lijst van rectoren
Sinds 1847 heeft het Barlaeus de volgende rectoren gehad:
- D.J. Veegens (1847-1861)
- N.J.B. Kappeyne van de Coppello (1861-1882)
- A.H.G.P. van den Es (1882-1896)
- H.P. Meijer (1896-1913)
- J.L. Liezenberg (1914-1915)
- A. Poutsma (1915-1924)
- J.H. Smit (1924-1930)
- L.D. Alma (1930-1937)
- C.R. van Paassen (1937-1957)
- F.H. Parriger (1958-1961)
- J.M. Hoek (1962-1967)
- K. Kuiper (1968-1970)
- Peter Kohnhorst (1970-1988)
- Charlotte de Vries Lentsch (1989-1990)
- Dolf Wijkamp (1990-1991, a.i.)
- Mieke Wildeboer-de Jager (1991-1997)
- Rob de Ruijter (1997-1998, a.i.)
- Koen Kool (1998-2006)
- Marten Elkerbout (2006-2015)
- Margriet Bosman (2015-2016, waarnemend)
- Alwin Hietbrink (2016-2022)
- Susanne Lippert-Suarez Müller (2022-)

## Wiskunde
De Nederlandse Wiskunde Olympiade werd in 1988, 2006, 2007, 2008, 2009 en 2011 gewonnen door een Barlaeaan. De eerste maal door Marco Vervoort, in 2006-2008 driemaal door Wouter Berkelmans en in 2009 en 2011 door zijn broer Guus Berkelmans.